# 板橋区立美術館
板橋区立美術館（いたばしくりつびじゅつかん、英語: Itabashi Art Museum）は、東京都板橋区赤塚五丁目の赤塚城跡にある美術館である。

## 概要

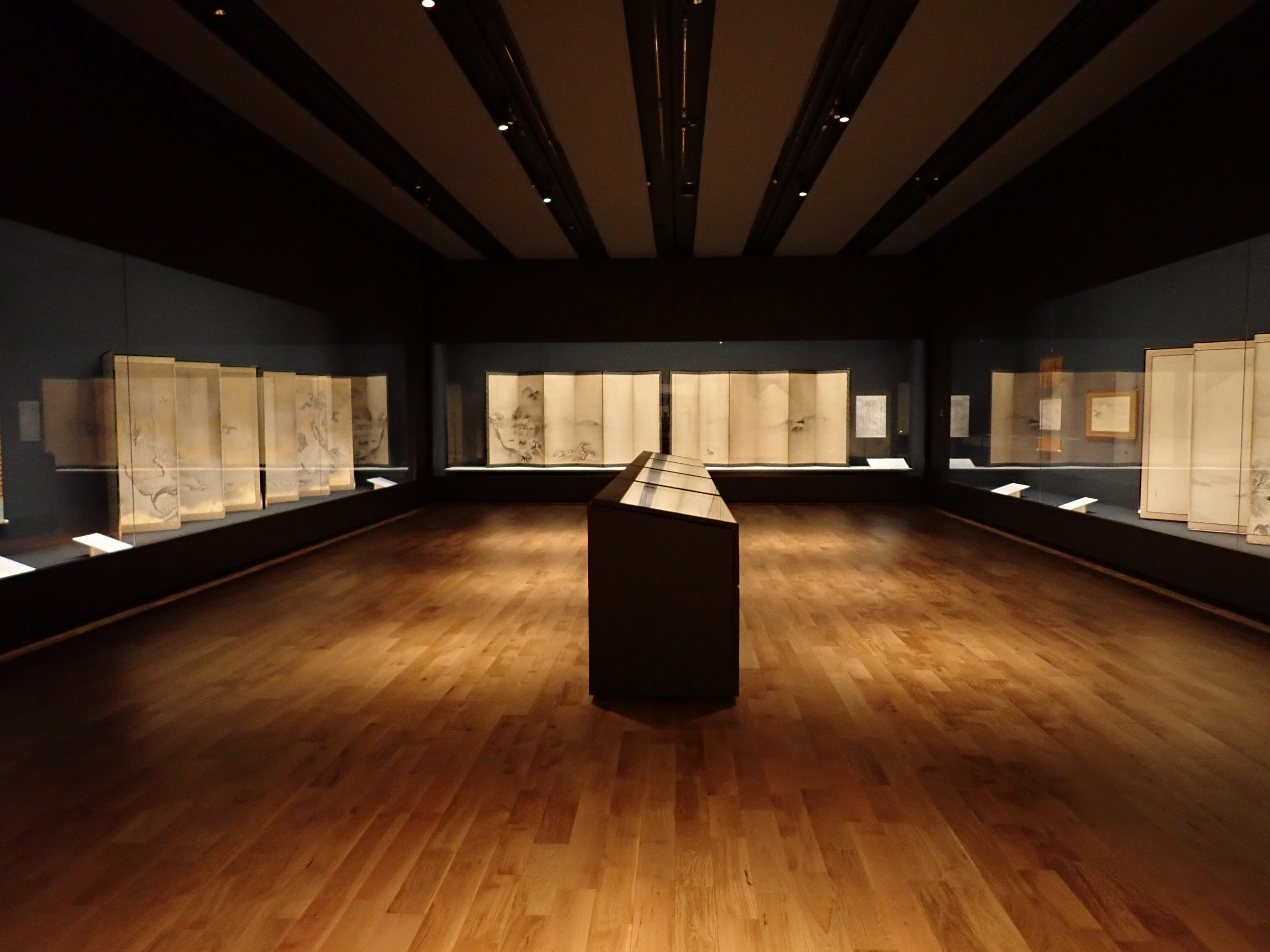
内観

東京23区初の公立美術館として1979年（昭和54年）5月20日に開館した。
江戸期の狩野派、肉筆浮世絵、古美術をはじめ、近・現代の日本の洋画、日本画、前衛美術等の作品を多く収蔵する。近隣の豊島区では熊谷守一美術館だけのため、板橋区立美術館では池袋モンパルナスに関わる作品なども取り上げるなど、練馬区立美術館とともに区部の美術拠点となっている。
1981年（昭和56年）より「イタリア・ボローニャ国際絵本原画展」を毎年開催している。また、毎年秋頃に、「江戸文化シリーズ」と称した江戸時代の美術の企画展が行われる。
古美術作品に限っては、館のPRになるという理由で、会社のカレンダーや包装紙などへの利用を無料で許可している（要問い合わせ）。

## 沿革

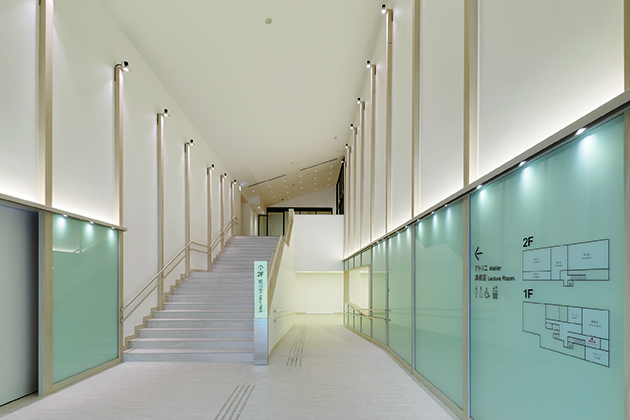
エントランス

建物は1971年（昭和46年）3月に板橋区が「教育と文化の森」構想において赤塚城址に計画されたもので、当初は美術館を目的としていなかった。のち1977年（昭和52年）12月に美術館へと計画が変更となったものである。
2009年、板橋区は日本画制作を公立小学校の授業に取り入れるため、館が企画した画材キットの無料配布を行った。事業費は「佐藤太清青少年美術奨励基金」から支出した。
改修工事のため2018年4月16日から2019年6月28日まで休館。

## 主な収蔵品
- 狩野正信 「蓮池蟹図」
- 狩野秀頼 「酔李白図」（1566年）
- 狩野探幽 「富士山図屏風」

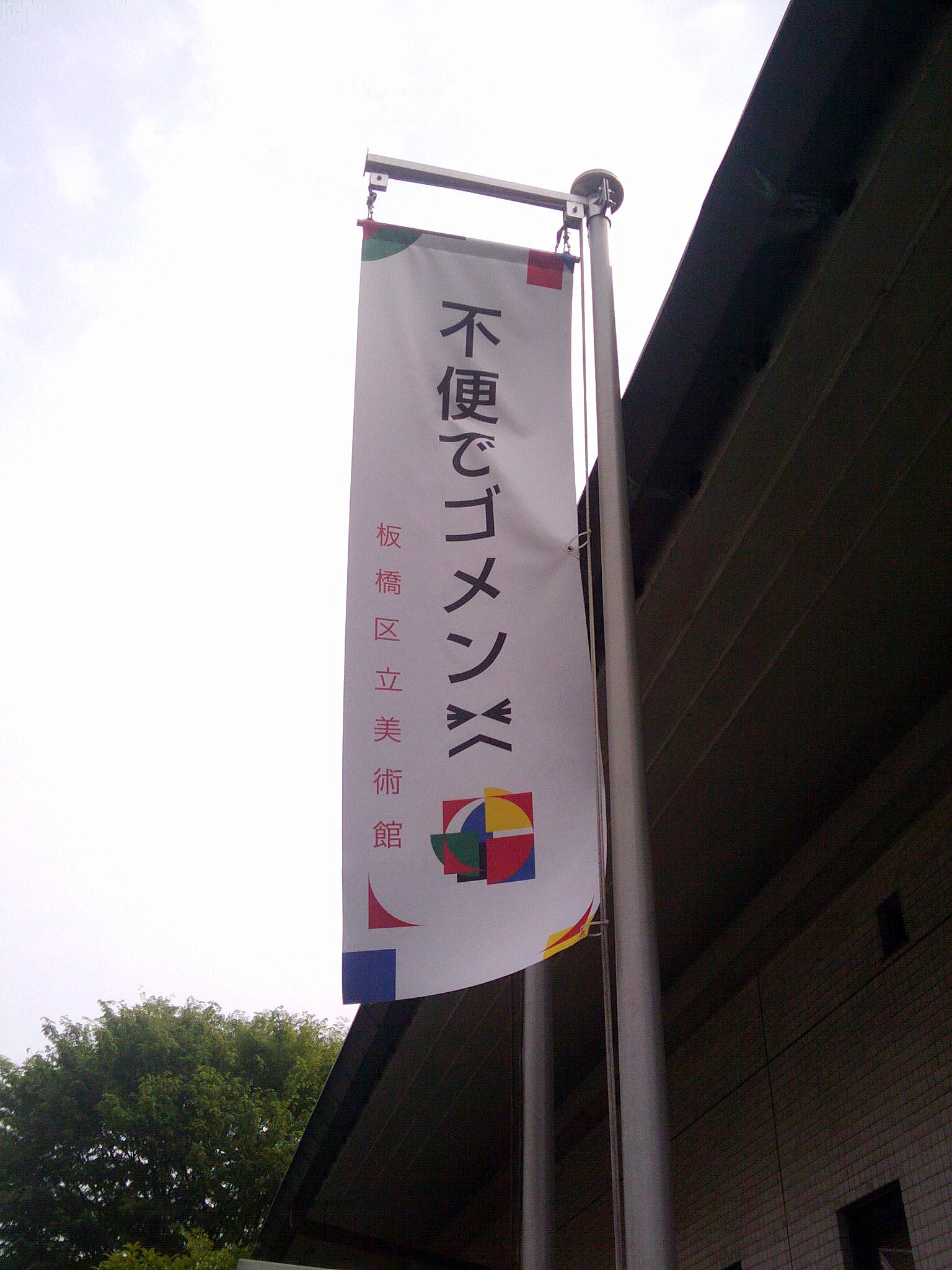
幟旗

- 狩野尚信「富士見西行・大原御幸図屏風」（17世紀前半）
- 英一蝶「一休和尚酔臥図」（江戸時代）
- 狩野常信「四季花鳥図屏風」（17世紀後半）
- 清原雪信「花鳥図屏風」（17世紀後半）
- 狩野典信「大黒図」（18世紀後半）
- 狩野養信「群鶴図」（1820年）「鷹狩図屏風」（19世紀前半）
- 狩野了承「秋草図屏風」（1834年）
- 狩野一信「竜虎図屏風」（1853年）「源平合戦図」（1853年）
- 柴田是真 「花瓶楳図漆絵」 （1881年）
- 鳲鳩斎栄里「芸妓図」　紙本着色
- 歌川国貞　「美人図」　絹本着色
- 歌川広重「江戸近郊図」　絹本着色 （江戸時代後期）
- 河辺昌久「メカニズム」（1924）「未来派の自画像」（1924）
- 伊藤久三郎「遅疑」（1933）「振子」（1937）「Toleration」（1938）
- 難波田龍起「ニンフの踊り」（1936）
- 佐藤太清「かすみ網」（1943）、「磨崖仏<弥勒>」（1976）、「朝霧」（1978）
- 岩崎鐸「海辺母子像」（1948）「祭（黄昏）」（1955）「手品師」（1955）
- 寺田政明「灯の中の対話」（1951）
- 草間彌生「マカロニ・コート」（1963）
- 井上長三郎「弾奏」（1964）「ヴェトナム（母子）」（1965）「白い椅子」（1969）
- 篠原有司男「おいらん」（1965）
- 麻生三郎「胴体」（1966）
- 高松次郎「影 フック No.403」（1975）

## 交通
鉄道：
- 都営地下鉄三田線西高島平駅：徒歩15分
- 東武東上線成増駅：徒歩20分
- 東武東上線下赤塚駅：徒歩22分

バス：

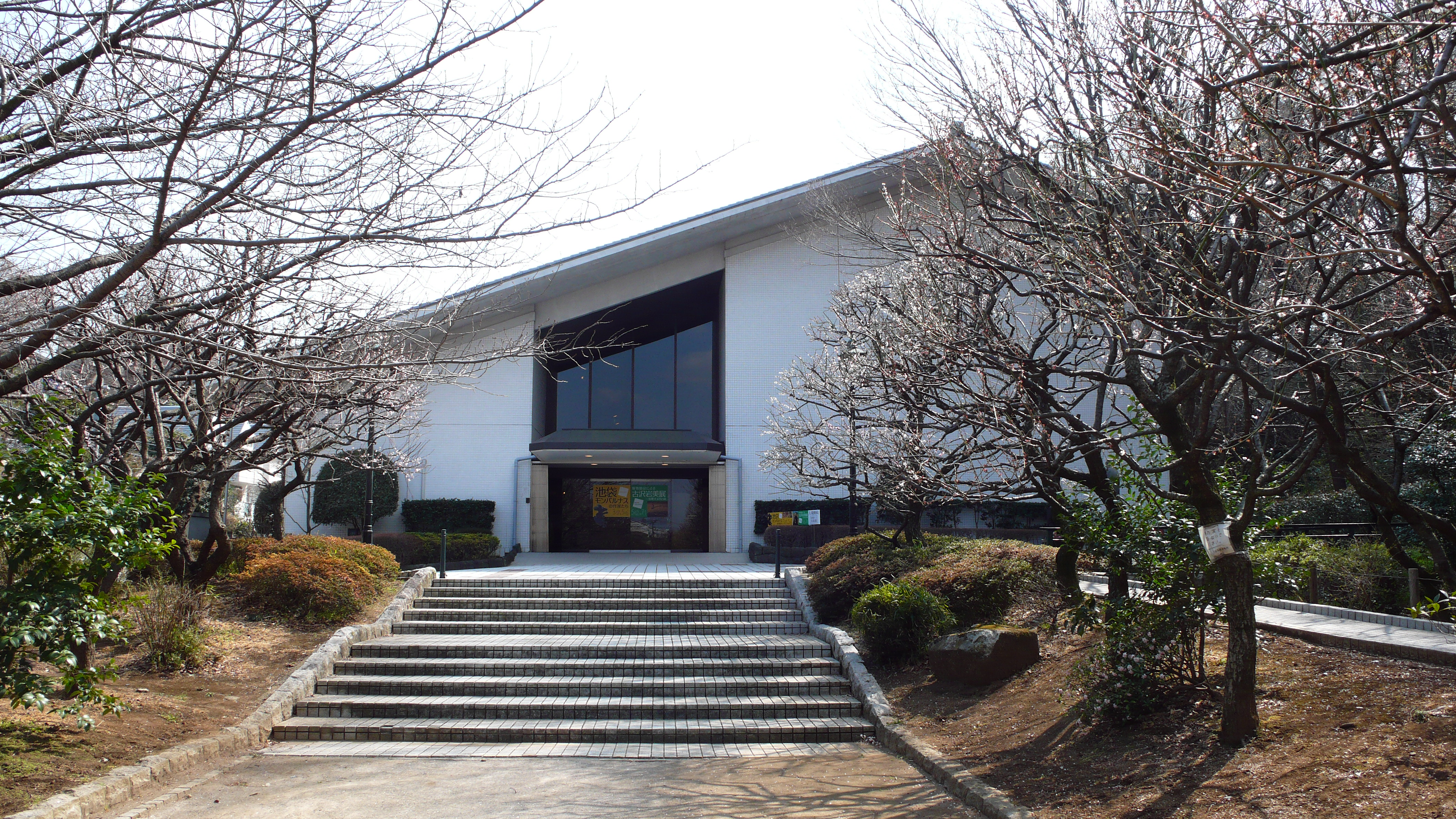
大規模改修前の外観（2007年3月）

- 東武東上線成増駅北口から 区立美術館経由 高島平操車場行 乗車9分（西高島平駅経由ではないことに注意）
- 都営地下鉄三田線高島平駅から 区立美術館経由 成増駅行 乗車9分（西高島平駅経由ではないことに注意）

いずれも「区立美術館」下車すぐ